# Stephen Heywood
Stephen Heywood (* 13. April 1969; † 26. November 2006 in Newton, Middlesex County, Massachusetts) war ein US-amerikanischer Bauunternehmer und autodidaktischer Architekt, der sich auf die Renovierung von alten Häusern spezialisierte. Bei ihm wurde 1998 ALS diagnostiziert. Zwei Jahre vor seinem Tod erschien ein Buch mit ihm als Hauptfigur, His Brother’s Keeper: A Story from the Edge of Medicine, vom Pulitzerpreisträger Jonathan Weiner. Ferner erschien in seinem Todesjahr auch ein Dokumentarfilm, So Much So Fast, der bei den Sundance Film Festival erstaufgeführt wurde.
Stephen Heywood fungierte als eine Art von Katalysator für die ALS-Forschung, wo wichtige Wissenschaftler gewonnen und dazu angetrieben werden konnten, effektive Behandlungen für ALS Patienten zu entwickeln. Er hinterließ seine Ehefrau, Wendy (Stacy) Heywood, einen Sohn, Alexander Stephen Heywood, zwei Brüder, James Heywood und Benjamin Heywood, Mitbegründer der Website für Patienten mit ALS und anderer lebensveränderte Krankheiten, PatientsLikeMe.com, und seine Eltern, John Heywood, Sun Jae Professor für Maschinenbau, und Peggy (Gilkerson) Heywood.
Stephen lebte mit seiner Ehefrau und seinem Sohn bis zu seinem Tod im Alter von 37 Jahren in Newton. Er verstarb im November 2006, nachdem sich sein Beatmungsgerät in der Nacht gelöst hatte.